# Yūichi Onda
Yūichi Onda (jap. 恩田 祐一, Onda Yūichi; * 24. Juni 1980 in Myōkō) ist ein ehemaliger japanischer Skilangläufer.

## Werdegang
Ondas startete erstmals im Januar 1999 in einem von der FIS organisierten Rennen im niederklassigen Continental Cup. Im darauffolgenden Winter nahm er 19-jährig an den Junioren-Weltmeisterschaften in Štrbské Pleso teil und belegte dort im 30-Kilometer-Rennen im klassischen Stil den zwölften Rang, wobei er unter anderem den späteren Weltmeister Johan Olsson hinter sich ließ. Nach weiteren guten Ergebnissen im Continental Cup wurde er im Oktober 2002 erstmals für den Weltcup nominiert: Beim Sprint in Düsseldorf verpasste er als 46. jedoch Weltcuppunkte. Im Lauf der Saison 2002/03 gelang es Onda zunächst, bei der Winter-Universiade in Tarvis die Bronzemedaille über die Sprintdistanz zu gewinnen, ehe er zu Saisonende an den Weltmeisterschaften im Val di Fiemme teilnahm und dort auf der gleichen Strecke den 18. Rang belegte. Zudem sicherte er sich im März 2003 in Oslo seine ersten Weltcuppunkte und erreichte kurz darauf in Drammen erstmals die Top Ten in der höchsten Wettkampfklasse – jeweils über die Sprintdistanz.
Die folgenden Winter über gelang es Onda zwar in vielen Sprint-Weltcuprennen, sich in den Punkterängen der besten 30 einzureihen, er schaffte es jedoch nicht, die absolute Weltspitze zu erreichen. Im Januar 2006 gelang ihm im estnischen Otepää ein siebter Platz – sein bis dahin bestes Weltcupergebnis. Bei den darauffolgenden Olympischen Winterspielen in Turin vertrat er sein Land als einer von neun Skilangläufern und fuhr dort einen 26. Rang im Einzelsprint sowie einen 12. Rang im Teamsprint mit seinem Partner Katsuhito Ebisawa ein. Ein weiterer Karrierehöhepunkt folgte für den Japaner im März 2007, als er in Kuusamo zunächst die Qualifikation für den Sprint gewann und anschließend zum ersten Mal in seiner Karriere das A-Finale der besten Sechs erreichte. Dort musste er sich lediglich einem von Petter Northug angeführten norwegischen Trio geschlagen geben und verpasste als Vierter nur knapp das Podest. Eine ähnliche Situation bot sich zwei Jahre später, als er in Trondheim zum zweiten Mal Weltcupvierter wurde, erneut hinter drei Norwegern, die diesmal von Ola Vigen Hattestad angeführt wurden. Diese beiden vierten Plätze Ondas waren seine besten Weltcupergebnisse und auch die besten Ergebnisse, die je ein Japaner im Skilanglauf-Weltcup einfahren konnte. Insgesamt gelang es ihm zehnmal, in Einzel-Rennen unter die Top Ten zu kommen. Letztmals im Weltcup startete er im Februar 2014 in Toblach, wobei er den 46. Platz im Sprint errang.
Von 2007 bis 2013 nahm Onda an jeder Austragung der Weltmeisterschaft teil, beste Ergebnisse sind hierbei zwei zehnte Ränge, die er 2007 und 2009 im Teamsprint mit Osamu Yamagishi und Shōhei Honda einfuhr. Zudem erreichte er bei seiner zweiten Olympiateilnahme 2010 einen 17. Platz im Einzelsprint. Ein weiterer Erfolg war der Sieg bei den Winter-Asienspielen 2007, bei denen er im Sprint den Kasachen Alexei Poltoranin schlug. Vier Jahre später triumphierte Poltoranin, während Onda die Bronzemedaille gewann. Zudem nahm er von 2005 bis zu seinem Karriereende im Jahr 2019 am Skilanglauf-Far-East-Cup teil, wobei er zwei Siege holen konnte und in der Saison 2012/13 mit dem vierten Platz seine beste Gesamtplatzierung in dieser Rennserie. erringen konnte.